# Ierofante

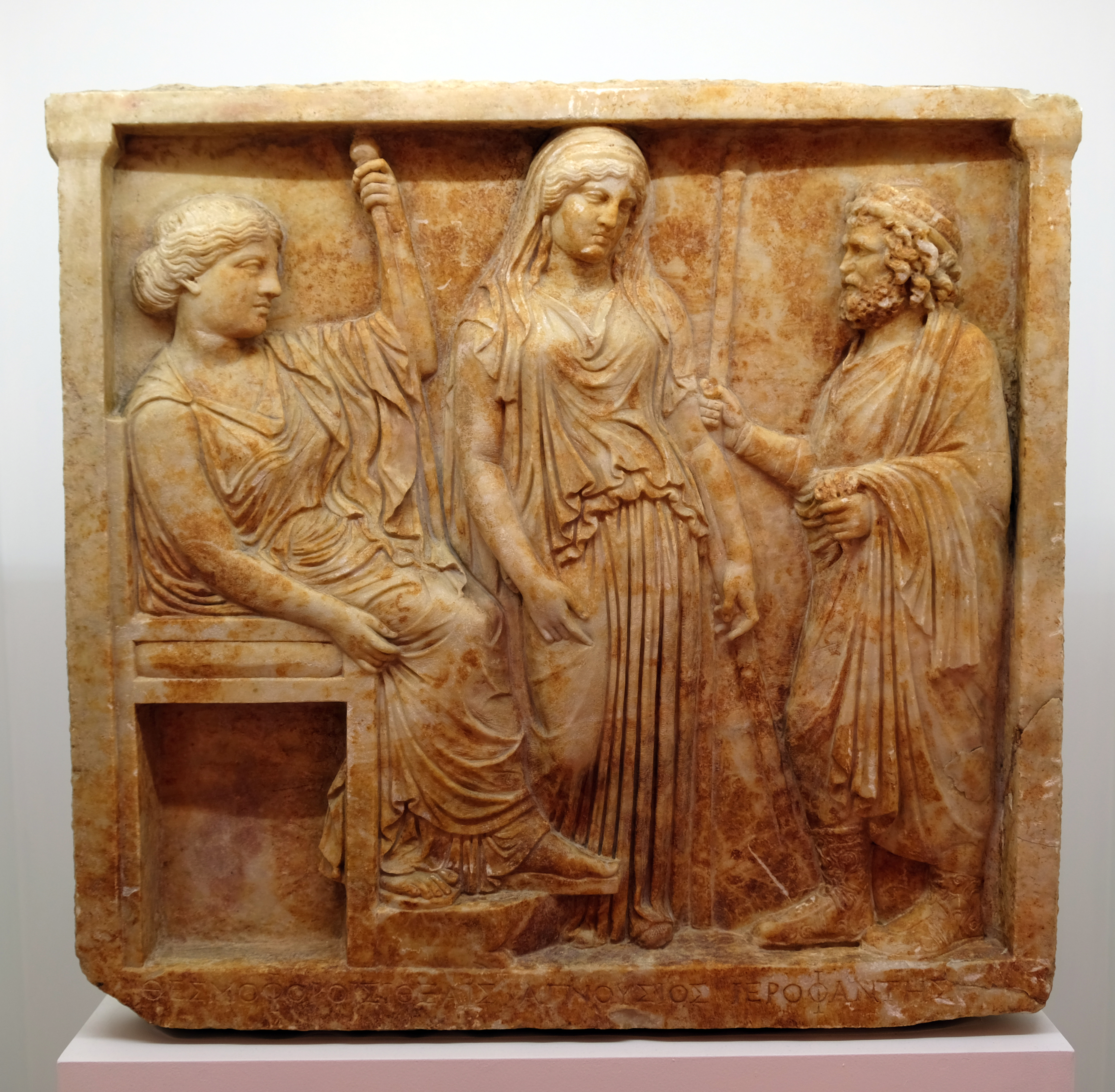
Rilievo votivo dedicato allo ierofante, sulla destra

Lo ierofante o gerofante (in greco antico: ἱεροφάντης?, colui che spiega le cose sacre) è nella cultura religiosa greca la guida del culto misterico di Eleusi e il sacerdote più importante dell'Attica.

## Caratteristiche

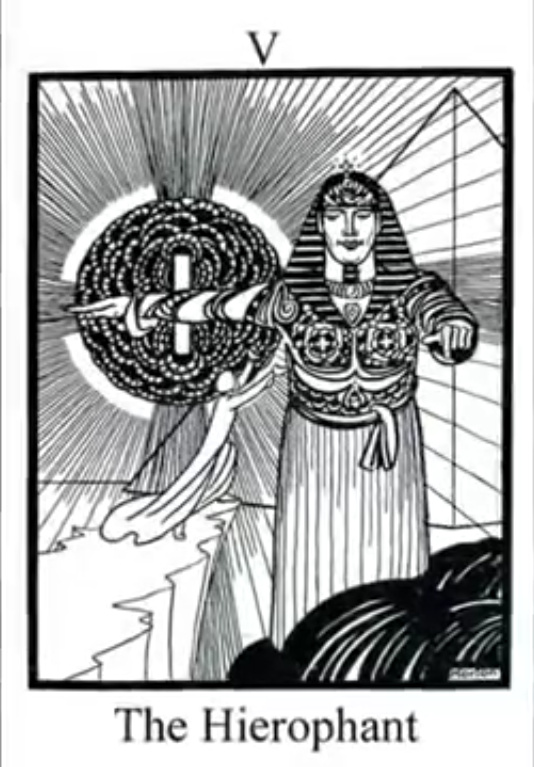
Lo ierofante nei tarocchi.

Nei Misteri di Eleusi, lo Ierofante era il sacerdote di grado più elevato, la cui carica era patrimonio ereditario della famiglia sacerdotale eleusina degli Eumolpidi, ed a cui era subordinato un ceryx, araldo, proveniente a sua volta dalla famiglia sacerdotale ateniese dei Cerici.
Allo ierofante spettava di officiare i riti di iniziazione con cui gli aspiranti adepti potevano essere introdotti agli insegnamenti più segreti dei misteri.
Oggi, con il termine ierofante, si intende una persona di grande autorità religiosa ed in possesso di alta dottrina.
Nelle versioni italiane delle carte dei tarocchi, lo ierofante viene spesso chiamato Il Papa, corrispondente al quinto arcano maggiore, per via della profonda influenza cristiana nella cultura del paese. 

### Etimologia del termine
Etimologicamente, il termine deriva dal greco antico ed è composto dall'aggettivo hieros («sacro») e phantes, derivato dal verbo phaino («mostro, dichiaro» e figurativamente «interpreto»).
Letteralmente significa quindi «colui che dispiega le cose sacre», in quanto capo supremo degli iniziati. Lo ierofante rappresentava in un certo senso il Demiurgo ed era l'unico interprete delle dottrine e dei segreti più esoterici. Sedeva verso Est e portava al collo un globo d'oro, quale simbolo della sua autorità. Veniva chiamato anche mistagogo.